# Rudolf Stanček
Rudolf Stanček, né le 23 mai 1928, à Bratislava, en Tchécoslovaquie et mort le 8 octobre 2014, à Bratislava, en Tchécoslovaquie, est un ancien joueur et entraîneur tchécoslovaque de basket-ball.